# Акмяна
Акмяна (лит. Akmena, пол. Okmiany) — деревня в Тракайском старостве, в Тракайском районе Вильнюсского уезда Литвы. Располагается на берегу одноимённого озера в 2 км от Бражуоле.

## История
В период между Первой и Второй мировыми войнами деревня находилась в составе Польши, принадлежала к Виленско-Трокскому повету Виленского воеводства. В 1929—1939 гг. в Окмянах находился пост польского Корпуса охраны пограничья, охранявшего государственную границу между Польшей и Литвой, проходившую сразу к западу от деревни.

## Население
| 1931                           | 1959 | 1970 | 1979 | 1989 | 2001 | 2011 | 2021 |
| ------------------------------ | ---- | ---- | ---- | ---- | ---- | ---- | ---- |
| 100                            | 77   | 78   | 64   | 45   | 44   | 20   | 24   |
| Гистограмма динамики населения |      |      |      |      |      |      |      |